# Dvorec Ehrenburg
Dvorec Ehrenburg (nemško Schloss Ehrenburg) je dvorec / palača v Coburgu, Frankovska, Nemčija. Od leta 1540 do leta 1918 je bila glavna coburška rezidenca vladajočih knezov. Današnja zunanjost dvorca večinoma odraža neogotski slog.

## Zgodovina
Dvorec je zgradil Johann Ernst, vojvoda Saško-Coburški, v letih 1543–1547. Nadomestila je Veste Coburg kot mesto knežje rezidence. Nov mestni dvorec je bil zgrajen okoli frančiškanskega samostana, razpuščenega med reformacijo. Po izročilu je cesar Karel V. dvorec poimenoval Ehrenburg (»dvorec časti«), ker je bil zgrajen brez uporabe prisilnega dela.
Pod vojvodo Johannom Kazimirjem je prišlo do prve večje prezidave. Okoli leta 1590 je (še obstoječe) južno krilo zgradil renesančni arhitekt Michael Frey.:27
Leta 1690 je požar uničil severni del palače. To je bila priložnost za Alberta V., vojvodo Saško-Coburškega, ki je leta 1699 dal zgraditi nov dvorec v baročnem slogu. Gradnja nove kapele v zahodnem krilu, vzhodno krilo in srednji del stavbe je Ehrenburgu dalo osnovno zgradbo, ki jo ohranja še danes.
V 19. stoletju je Ernst I. dal Karlu Friedrichu Schinklu preoblikovati dvorec v slogu angleške neogotike, z začetkom leta 1810. Večina del je potekala med letoma 1816 in 1840, fasada palače pa je bila oblečena v peščenjak.
Tudi med letoma 1816 in 1840 so bila državna stanovanja preoblikovana v slogu francoskega empira.
Ker je bil dvorec dom vojvodske hiše Saško-Coburške-Gotha (prej Saško-Coburške-Saalfeld), so se tukaj zgodili številni kraljevi dogodki.
Leta 1863 se je kraljica Viktorija (katere mati, princesa Viktorija, in mož, princ Albert, odraščala tukaj) prvič srečala z avstrijskim cesarjem Francem Jožefom v Dvorani velikanov (znak označuje priložnost).
Leta 1894 je poroka Ernesta Louisa, velikega vojvode Hessenskega in princese Victorie Melite Saško-Coburške-Gotha združila v palači kraljico Viktorijo, njenega sina bodočega kralja Edvarda VII., njenega vnuka bodočega kralja Jurija V. hčerko nemške cesarice Viktorije, njenega drugega vnuka cesarja Viljema II., nečaka njenega sina bodočega ruskega carja Nikolaja II.

## Danes
Dvorec se danes uporablja kot muzej. Med drugimi eksponati predstavlja umetniške galerije z deli Lucasa Cranacha starejšega, nizozemskih in flamskih umetnikov iz 16. in 17. stoletja ter romantične krajinske slike. 

## Opis

### Kapela
Dvonadstropna, protestantska dvorna kapela je v neogotskem zahodnem krilu. Je triladijska, s stebri podprta šestosna galerijska dvorana. Cerkev je široka 10,8 metra in dolga 30,33 metra. Notranjost je zasnovana v italijanskem baročnem slogu. Štukature so delo bratov Lucchese, oltar verjetno Nikolausa Rescha. Temeljni kamen so položili 23. junija 1690. Posvetitev cerkve je bila 4. februarja 1738.
Orgle stojijo na empori nad oltarjem prižnice. Orgelski prospekt je tridelni s pravokotnimi polji in pozlačenim rezbarskim okrasjem. Inštrument je postavil coburški izdelovalec orgel Paul Daum kot del nove cerkvene stavbe. Izboljšave, popravila in obnove so potekale v letih 1815, 1818, 1829 in 1866. Okoli leta 1875 je coburški izdelovalec orgel Anton Hasselbarth izvedel predelavo in razširitev. Leta 1931 je sledila še ena predelava ludwigsburškega podjetja Walcker. Glasbilo ima dvanajst registrov na dveh manualih in pedalu.

### Velika dvorana
Riesensaal, veličastna plesna dvorana, je nad kapelo v drugem nadstropju. Lesena strešna konstrukcija zajema prostor brez opornikov in je podprta z 28 figurami atlantov. Štukature so delo bratov Lucchese. Medaljonske slike krasijo strop in prikazujejo Minervo kot boginjo zavetnico likovnih umetnosti in znanosti ter njene alegorične upodobitve. Na robu stropa je 56 grbov nekdanjih gospostev hiše Wettin.

### Prestolna dvorana
Prestolna soba je v sredini vzhodnega trakta v drugem nadstropju. Med letoma 1816 in 1833 jo je zasnoval francoski arhitekt Renié-Grétry skupaj z opremo dvorane v klasicističnem slogu francoskega cesarstva. Bronasto, pozlačeno pohištvo in rdeči žamet ter raznobarvni intarzirani parketi in strop s štukaturo določajo opremo.
- Notranjost Ehrenburga
- Oltar kapele
- Veličastna plesna dvorana, imenovana tudi velikanska dvorana zaradi 28 atlasov
- Monumentalne oblike klasicizma v prestolni sobi
- Avdienčna soba z izjemno dobro ohranjeno tapiserijo
- Glavno stopnišče s poznoklasicističnim kasetiranim obokom

## Razno
Priljubljena anekdota se vrti okoli WC-ja, uvoženega iz Anglije leta 1860, za katerega se domneva, da je prvo stranišče na splakovanje na evropski celini. Nameščen je bil v sobah kraljice Viktorije v Ehrenburgu in naj bi ga uporabljala izključno ona.
Prav tako naj bi bilo prvo delujoče dvigalo za kraljico Viktorijo nameščeno v Ehrenburgu. Ker se je takratni kraljici Velike Britanije vzpenjanje po stopnicah zdelo preveč dolgočasno, je hitro zahtevala zase ročno dvigalo, ki ga je tudi dobila.